# Cyrtodactylus huynhi
Espèce
Cyrtodactylus huynhi est une espèce de geckos de la famille des Gekkonidae.

## Répartition
Cette espèce est endémique du mont Chua Chan dans la province de Đồng Nai au Viêt Nam.

## Étymologie
Cette espèce est nommée en l'honneur de Dang Huy Huynh.

## Publication originale
- Ngo & Bauer, 2008 : Descriptions of two new species of Cyrtodactylus Gray 1827 (Squamata: Gekkonidae) endemic to southern Vietnam. Zootaxa, n. 1715, p. 27-42.